# Godefroid Kurth
Godefroid Kurth (Arlon, 11 maggio 1847 – Bruxelles, 4 gennaio 1916) è stato uno storico belga.
È autore di numerose ricerche sull'Alto Medioevo, in particolare sui Franchi. Fu docente all'Università di Liegi (1873-1906).

## Bibliografia in francese

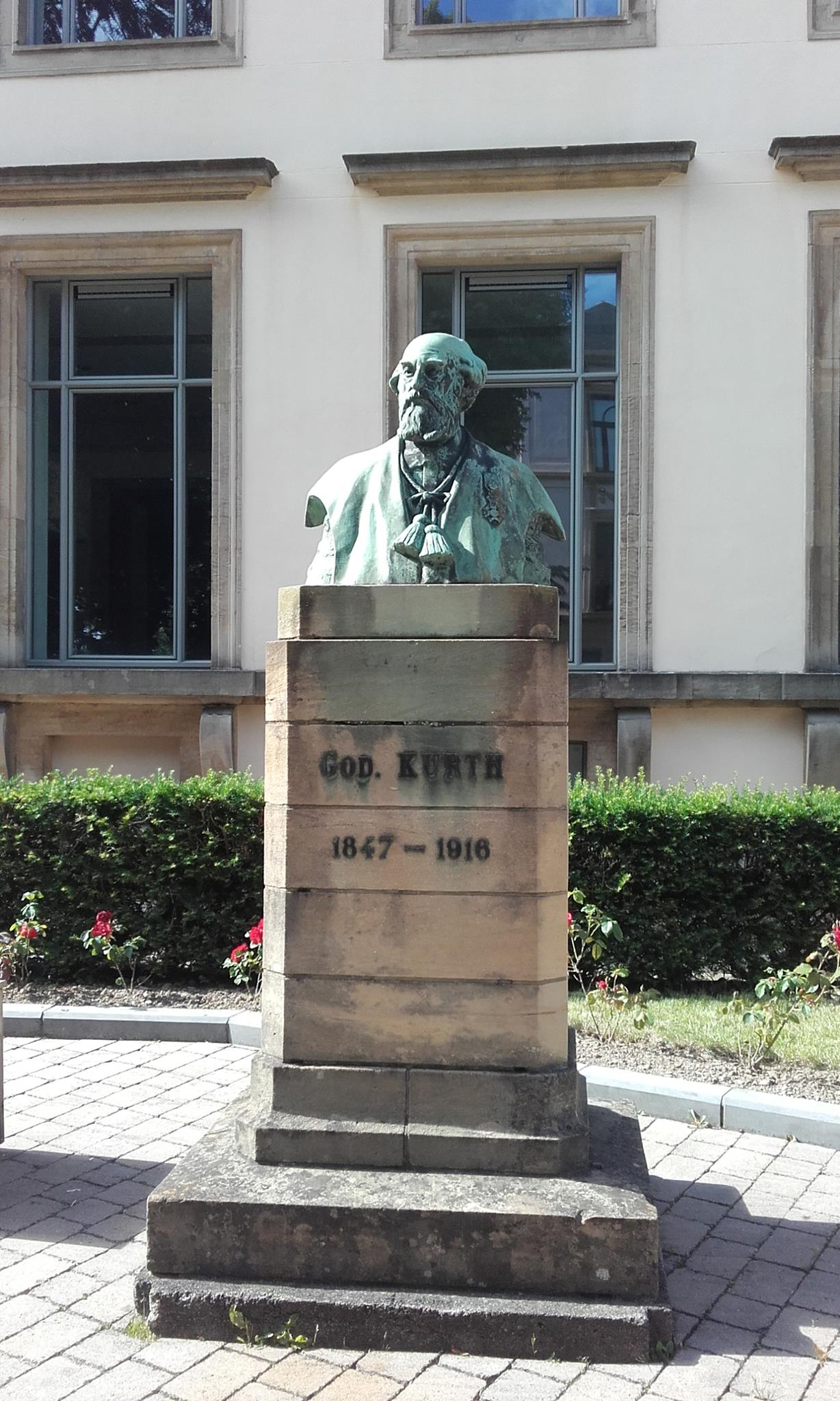
Busto di Godefroid Kurth